# Чжэньшуй

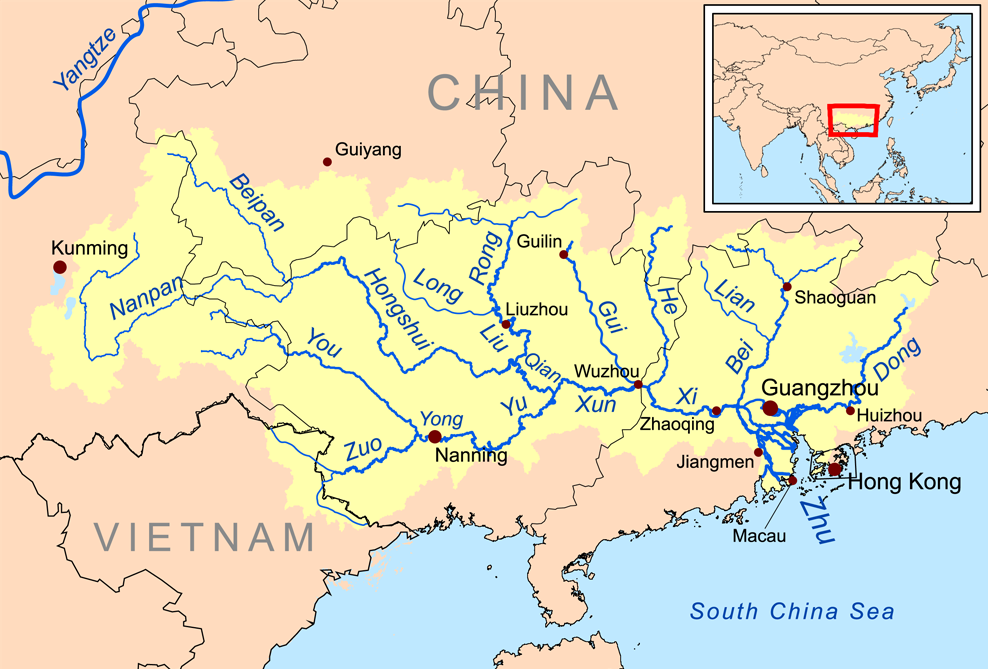
Бассейн реки Чжуцзян. Река Чжэньцзян течёт с северо-востока на юго-запад до Шаогуаня

Чжэньшуй (кит. упр. 浈水, палл. Чжэньшуй) или Чжэньцзян (кит. упр. 浈江, палл. Чжэньцзян) — река в южном Китае. Её исток находится в уезде Синьфэн городского округа Ганьчжоу провинции Цзянси. Возле города Шаогуань провинции Гуандун она, сливаясь с рекой Ушуй, образует реку Бэйцзян. Основные притоки: Моцзян, Цзиньцзян.
Крупнейшие населённые пункты на реке (от истока): Синьтяньсюй, Шуйкоуюй, Наньсюн, Липин, Маши, Гаошуйпин, Чжоутянь, Шаогуань.

## Топографические карты
- Лист карты G-49-XXX Шаогуань. Масштаб: 1 : 200 000.